# Cárdenas (Spanje)
Cárdenas is een gemeente in de Spaanse provincie en regio La Rioja met een oppervlakte van 3,98 km². Cárdenas telt 161 inwoners (1 januari 2016).

## Demografische ontwikkeling

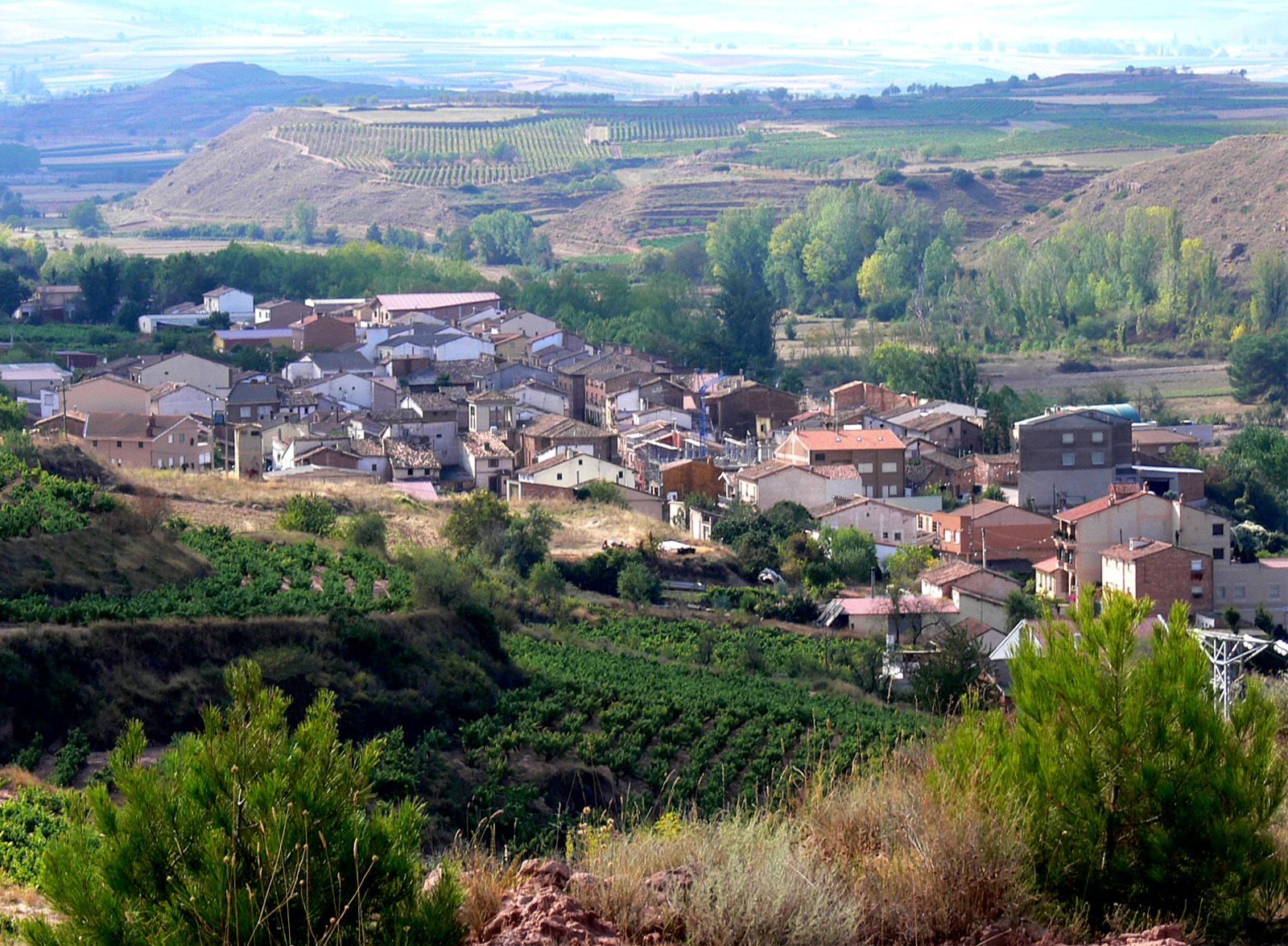
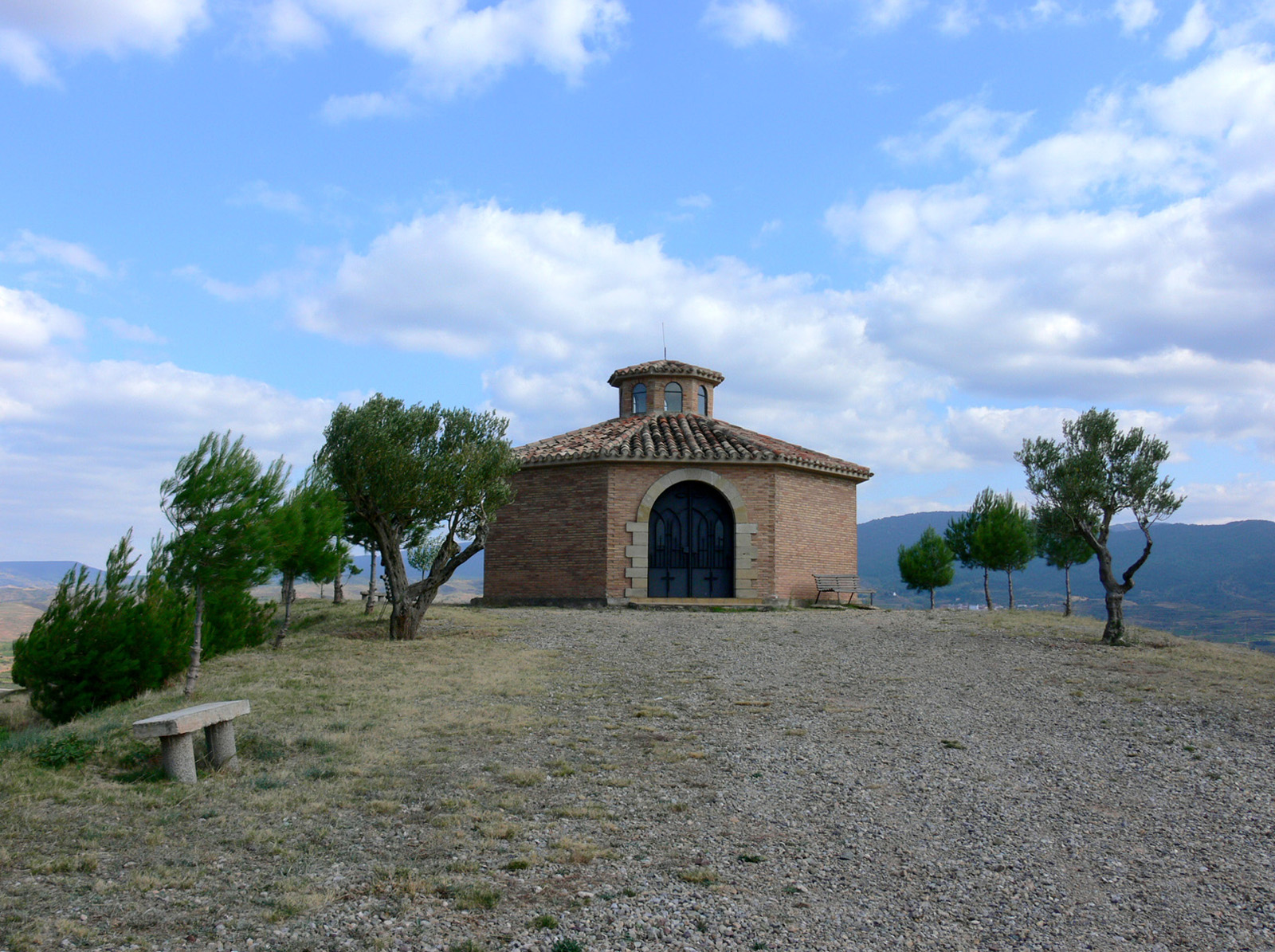

Bron: INE, 1857-2011: volkstellingen
Opm.: In 1857 werd de gemeente Mahave aangehecht